# Vuelo 253 de Aeropostal (junio de 1956)
El vuelo 253 de Aeropostal era un vuelo regular de pasajeros que cubría la ruta Nueva York-Caracas que cayó al mar cerca de Asbury Park, Nueva Jersey el 20 de junio de 1956; luego de descargar todo el combustible para aterrizar de emergencia el avión se incendia y cae al Océano Atlántico, sin dejar sobrevivientes. 
La causa del accidente se atribuyó a la falla del motor 2, que la tripulación reportó antes del accidente. Este vuelo tenía la misma numeración de otro vuelo de Aeropostal, que era operado por un Super Constellation de matrícula YV-C-AMA, que el 27 de noviembre de ese mismo año se estrelló en la ladera meridional de la Silla de Caracas, convirtiéndose ambos accidentes en los peores de la historia de la aerolínea junto con la tragedia aérea de Altos del Cedro en la Sierra de Perijá el 14 de octubre de 1958.
En ese momento, fue el desastre más mortal del mundo que involucraba a un vuelo comercial programado. Sin embargo, su número de muertos sería superado sólo diez días después por la Colisión aérea en el Gran Cañón de 1956.

## Aeronave y tripulación de vuelo
La aeronave empleada en el vuelo 253 era un Lockheed Super Constellation llamado Rafael Urdaneta, en homenaje a este prócer de la independencia venezolana, que tenía la matrícula YV-C-AMS. Fue uno de los tres Constellation comprados por Aeropostal a Lockheed entre 1947 y 1955.
La tripulación estaba conformada por el capitán Luis Francisco Plata, el primer oficial Raymond Gausserres y el ingeniero de vuelo Juan Arenas, junto con 7 auxiliares de vuelo.

## Cronografía del accidente
19 de junio de 1956
- 11:15 p. m.: El vuelo 253 salió del Aeropuerto de Idlewild, New York. LLevaba 64 pasajeros a bordo y 10 tripulantes.

20 de junio de 1956
- 12:20 a. m.: A unos 400 km al este de Norfolk, Virginia, el capitán Luis Francisco Plata reportó problemas con el motor 2 (ubicado en la parte interna del ala izquierda) y comunicó su decisión de regresar a Idlewild.

- 12:40 a. m.: La tripulación declaró la emergencia indicando que no pudo embanderar las hélices del motor 2. Un vuelo de Eastern Airlines, piloteado por el capitán Charles Fisher tuvo que desviarse de su ruta para monitorear la situación y ayudar con la retransmisión de comunicaciones, mientras un avión de los Guardacostas de Estados Unidos, piloteado por el comandante Frederick Hancock fue enviado para escoltar el avión de vuelta a Nueva York.

- 1:25 a. m.: La tripulación solicitó y recibió el permiso para descargar el combustible.

- 1:29 a. m.: La tripulación descargó sobre el mar el combustible que llevaba en los tanques de combustible, mientras las tripulaciones de ambos aviones observaban una bola de fuego que se produjo después del incendio del combustible descargado, haciendo que el avión gire bruscamente a la derecha, para luego caer al mar y explotar con la caída. El Comandante Hancock informó la velocidad de descenso del Super Constellation, que fue de 4000 m por minuto y que estaba en un ángulo de 90° en el momento del impacto, mientras que el capitán Fisher de Eastern Airlines describió el descenso del avión siniestrado como una estrella fugaz. El accidente ocurrió a 32 km al este de Asbury Park, Nueva Jersey.

- 3:43 a. m.: El buque Lt. Robert Craig de los Guardacostas llegó al lugar del accidente y anunció su tripulación por radio: «No encontramos ningún superviviente, esperamos encontrar cadáveres».

## Labores de rescate
El avión de los guardacostas rodeó los restos del avión en llamas, pero no halló sobrevivientes, sólo parte del fuselaje, ropa de los pasajeros y efectos personales.
Horas después el Robert Craig envió equipos en sus botes salvavidas, que recuperaron fragmentos de cuerpos junto con varios restos. Al amanecer los demás restos no se habían hundido en 120 m de agua.

## Investigación del accidente
Los restos del fuselaje hallados la noche anterior no proporcionaron pistas sobre el origen del fuego. La teoría manejada fue que ese vapor de combustible pudo originarse del contacto con los gases de escape de los motores 3 y 4 (ubicados en el ala derecha). Localizar los restos principales resultó difícil debido a la dispersión de los restos del fuselaje.
El comandante Hancock había observado al avión arrojar piezas en llamas durante su descenso y el impacto y posterior explosión fueron descritas como violentas, con derrame de desechos en un área considerable. Los equipos de salvamento de Guardacostas rastrearon la zona del accidente sin éxito. Finalmente una búsqueda con un sonar el 30 de junio proporcionó identificación provisional de los restos principales que la Armada de Estados Unidos estimaba requeriría días o semanas para recogerlos. Se hizo un pequeño avance durante la semana subsiguiente, en gran parte por el mal tiempo. El 6 de julio el gobierno venezolano exigió el cese de las operaciones de búsqueda.
Los investigadores se dedicaron a analizar los depósitos de combustible con el fin de identificar la causa más probable del incendio. Hancock informó que tan pronto el capitán Plata comenzó a descargar combustible, vio las chispas y llamas cerca del motor 3 (en la parte interna del ala derecha), justo frente al averiado motor 2. La junta investigadora concluyó que la vibración inducida por el motor 2 había causado daños estructurales internos en el ala derecha detrás del motor 3, entre el tanque de combustible y el conducto de descarga de combustible, siendo esta área el punto simétrico de la vibración. La junta lo consideró la causa más probable, pero afirmó que era incapaz de determinar esto con certeza.
El testimonio de expertos proporcionó dos posibles hipótesis de la ignición del combustible:
- Cuando la hélice del motor 2 se desprendió, la corriente de aire sopló chispas por el montaje roto hacia atrás, formando un penacho de combustible.

- En el momento en que la hélice del motor 2 seccionó el fuselaje por la parte inferior, afectando el tanque de combustible, provocando así la ignición y posterior explosión de la aeronave.

## Acciones legales
Ruth Noel, viuda del pasajero Marshall L. Noel, después demandó a Aeropostal y a United Aircraft (propietaria de Hamilton Standard, el fabricante de la hélice dañada del motor 2). En el curso del litigio presentó pruebas de que cuando comenzaba la descarga de combustible la hélice del motor 2 se soltó del montaje dañando el fuselaje, haciendo que dos asientos fueran expulsados de la aeronave, como se constató a cierta distancia desde el lugar donde se estrelló el Super Constellation: Había sido cortado por un objeto pesado por la mitad, de arriba abajo.
Los cuerpos de dos pasajeros cuyos asientos estaban justo encima de la zona dañada fueron de los pocos que se recuperaron del lugar del accidente. La autopsia indicó que habían sufrido amputaciones en sus piernas.

## Legado
En mayo de 1959 se hicieron modificaciones a los mecanismos de las hélices de los aviones con motor de pistón, diseñando el mecanismo de lanzamiento y cerradura de la hélice, que consiste en detener el paso de las palas, impidiendo de esta forma que la hélice se abra aún más cuando se presenta un exceso de velocidad inminente en estos aviones. Este método se hizo obligatorio en Estados Unidos con aviones de pasajeros con motor de pistón.